# ESK-Relais
Das ESK-Relais, ausgeschrieben Edelmetall-Schnellschaltekontakt-Relais oder auch Edelmetall-Schnellkontakt-Relais ist eine spezielle Art des Fernmelderelais.

## Aufbau und Funktion

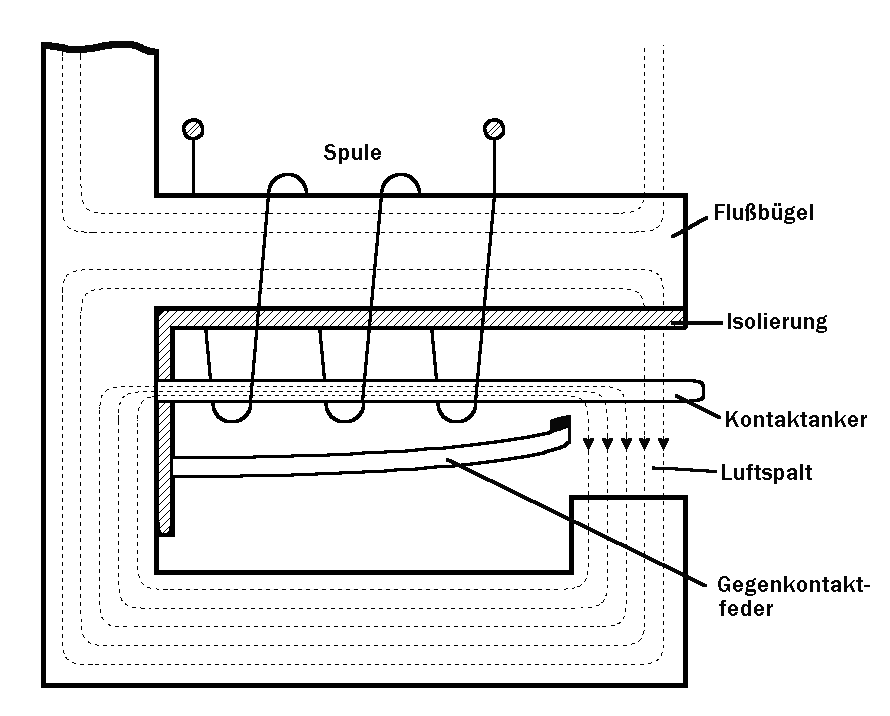
Schematischer Aufbau mit Magnetfeldlinien

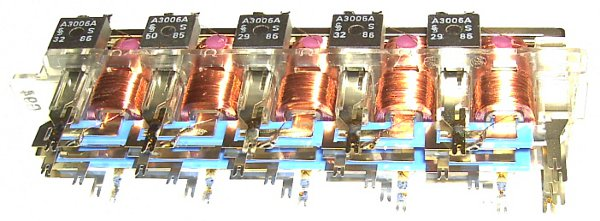
ESK Relaisstreifen mit 5 Relais

Das Siemens ESK-Relais kam im Jahre 1957 mit der ESK-Technik (Edelmetall-Schnellrelais-Koppelfeld) zunächst für private Nebenstellenanlagen auf den Markt mit den Baustufen Bw57 und ab 1960 mit Bw60. Es zeichnete sich gegenüber den damals üblichen Fernmeldeflachrelais neben einer stark verkürzten Schaltzeit durch eine kleinere Bauform und die Möglichkeit der Anordnung in ein- und zweidimensionalen Arrays aus.
Durch einen neuartigen konstruktiven Aufbau war insbesondere die durch das Magnetfeld der Spule bewegte Masse erheblich reduziert. Kontaktfeder und Anker wurden zu einem Element zusammengefasst, dem „Kontaktanker“. Der aus einer Eisen-Nickel-Legierung bestehende Kontaktanker mit einer Masse von 0,3 Gramm kann den Stromkreis innerhalb einer Zeit von ein bis zwei Millisekunden schalten. Die Edelmetallkontakte bestehen aus einer Palladium-Legierung und hatten damals vergleichsweise eine hohe Betriebssicherheit bei geringer Wartung und großer Lebensdauer.
Das ESK-Relais verfügt mit der Ansprech- und der Haltespule über zwei Wicklungen. Jeweils fünf Relais sind zu einem Relaisstreifen zusammengebaut. Diese Streifen können durch eine spezielle Ausformung der Anschlussfahnen mit Blankdraht zu Vielfachen (ein Vielfach verbindet jeweils die Kontakte gleichartiger Verwendung) zusammengeschaltet werden. Rahmen mit ESK-Relais konnten deshalb mittels programmierbarer Automaten effizient verdrahtet werden.

## Einsatzgebiet

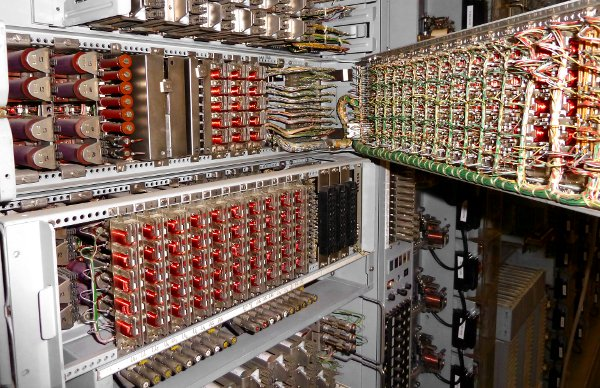
Relaissuchwähler mit ESK Koppelfeld

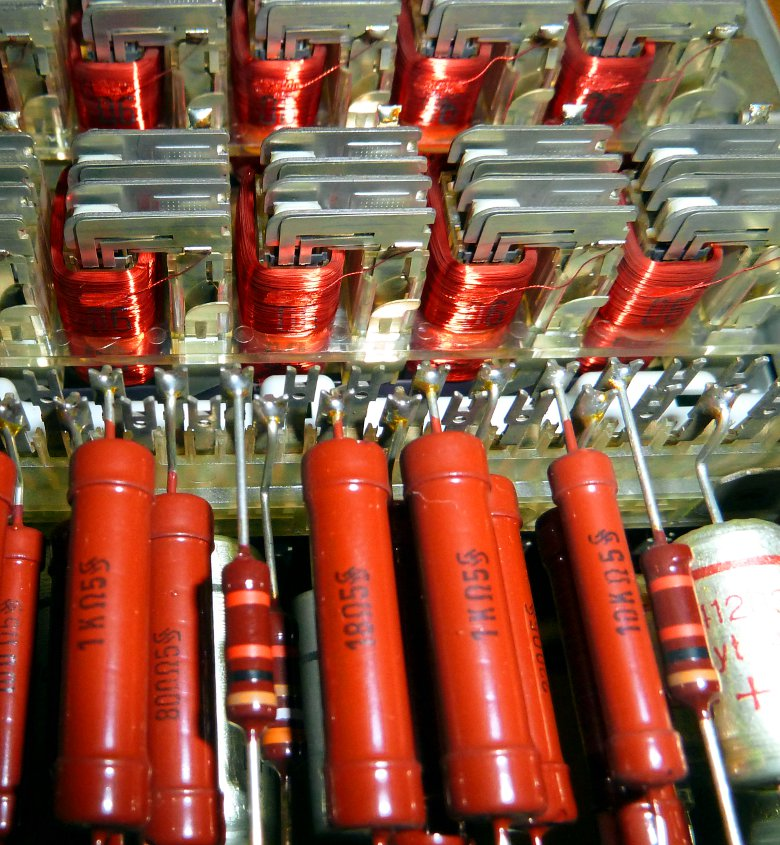
ESK 400 E Nebenstellenanlage

Mit ESK-Relais konnten zentrale Steuerungen und ganze Koppelfelder realisiert werden. Damit konnten die elektromechanischen Wähler abgelöst werden, wodurch neben einer Steigerung der Leistungsfähigkeit und Reduzierung der Baugröße von Telefonanlagen und Vermittlungsstellen auch eine beträchtliche Lärmminderung dieser Anlagen erreicht werden. In der öffentlichen Vermittlungstechnik wurden z. B. in Österreich ganze Vermittlungsstellen mit der ESK Technik eingeführt (z. B. 48ESK-A3). Allerdings wurde das Relais von der Deutschen Bundespost (DBP) in der öffentlichen Vermittlungstechnik nur in der Fernwahltechnik (ab System 62) als Relaissuchwähler eingesetzt. Ansonsten wurde das ESK Relais in Deutschland nur bei Nebenstellenanlagen (z. B. ESK 400E) eingesetzt. Es fand jedoch in ausländischen Vermittlungsstellen eine größere Verbreitung.
Baureihen dafür waren z. B. ESK 10.000E, CP24 und CP44.
Mit der Verbreitung der digitalen halbleiterbasierten Vermittlungstechnik verloren die ESK-Relais schnell ihre Bedeutung.